# ماهیلیا جکسون

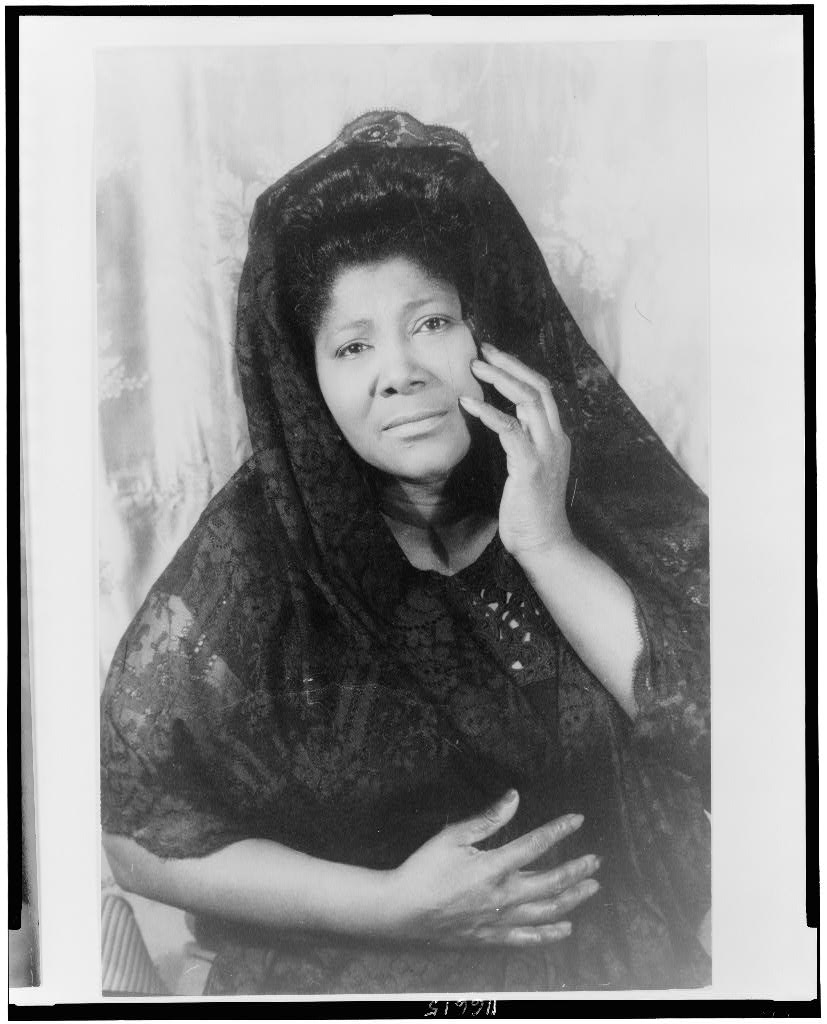
عکس ماهالیا در سال ۱۹۶۲ جکسون اثر کارل وان وکتن

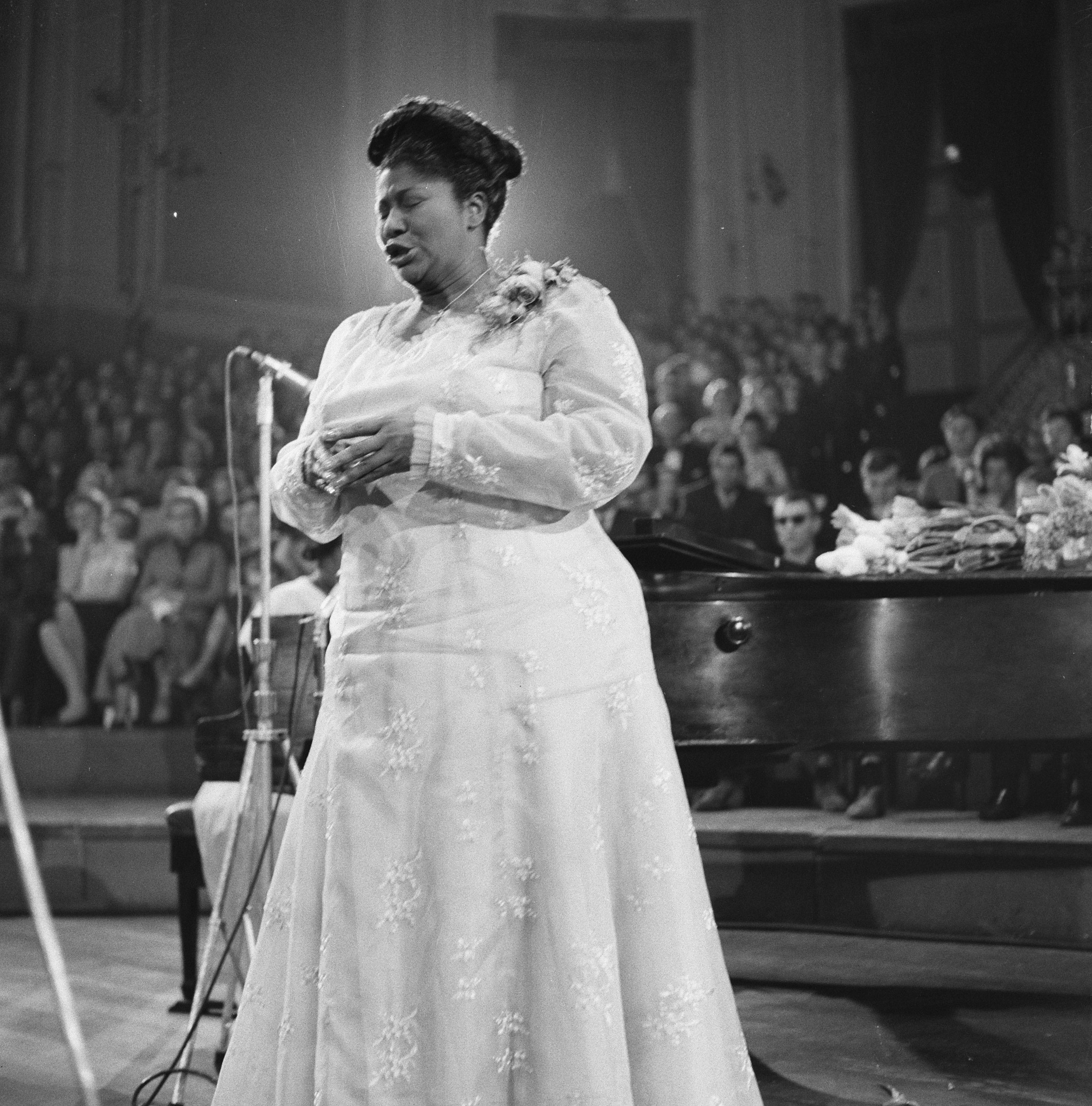
جکسون در تالار کنسرت آمستردام (۱۹۶۱)

ماهِیْلیا جکسون (به انگلیسی: Mahalia Jackson; ‎/məˈheɪljə/‎ mə-HAYL-yə؛ ۲۶ اکتبر ۱۹۱۱ – ۲۷ ژانویه ۱۹۷۲) خواننده موسیقی گاسپل اهل آمریکا بود. ماهیلیا جکسون با داشتن یک صدای قدرتمند کنترآلتو به «ملکه گاسپل» شهرت یافت. او یکی از تاثیرگذارترین خوانندگان گاسپل در جهان بود و به عنوان یک خواننده فعال و منادی حقوق مدنی در سطح بین‌المللی شناخته شده‌است. هری بلافونته او را به عنوان «تنها قدرتمندترین زن سیاه‌پوست در ایالات متحده آمریکا» شرح داده‌است. او در طی زندگی حرفه‌ای خود حدود ۳۰ آلبوم (بیشتر برای کمپانی کلمبیا) ثبت کرده و صفحه‌های گرامافون ۴۵ دور او شامل چندین فروش میلیون دلاری طلایی است.
ماهیلیا جکسون هر نوع موسیقی را دوست داشت و می‌توانست آنرا اجرا کند از گاسپل (نوعی موسیقی مذهبی) گرفته تا بلوز و جاز؛ او عقیده داشت که ریشه موسیقی جاز را در آهنگ‌هایی که او در کودکی همراه مادرش می‌خوانده‌است می‌دید.